# مجموعة نافال
مجموعة نافال (Naval Group) (المعروفة سابقًا باسم DCNS أو دي سي إن إس جروب) هي مجموعة صناعية فرنسية متخصصة في مجال الدفاع البحري والطاقة البحرية المتجددة. توظف المجموعة ما يقرب من 13000 شخص في 18 دولة. ونافال جروب هي شركة بالقانون الخاص تملك فيها الدولة الفرنسية حصة قدرها 62.49٪ وتاليس جروب 35٪ والموظفين 1.64٪ والشركة نفسها بنسبة 0.87٪. وهي وريث لأحواض بناء السفن البحرية الفرنسية، ومديرية الإنشاءات والأسلحة البحرية (DCAN)، والذي أصبح DCN Direction des Constructions Navales في عام 1991، ثم DCNS في عام 2007 ونافال جروب Naval Group منذ عام 2017.

## لمحة تاريخية

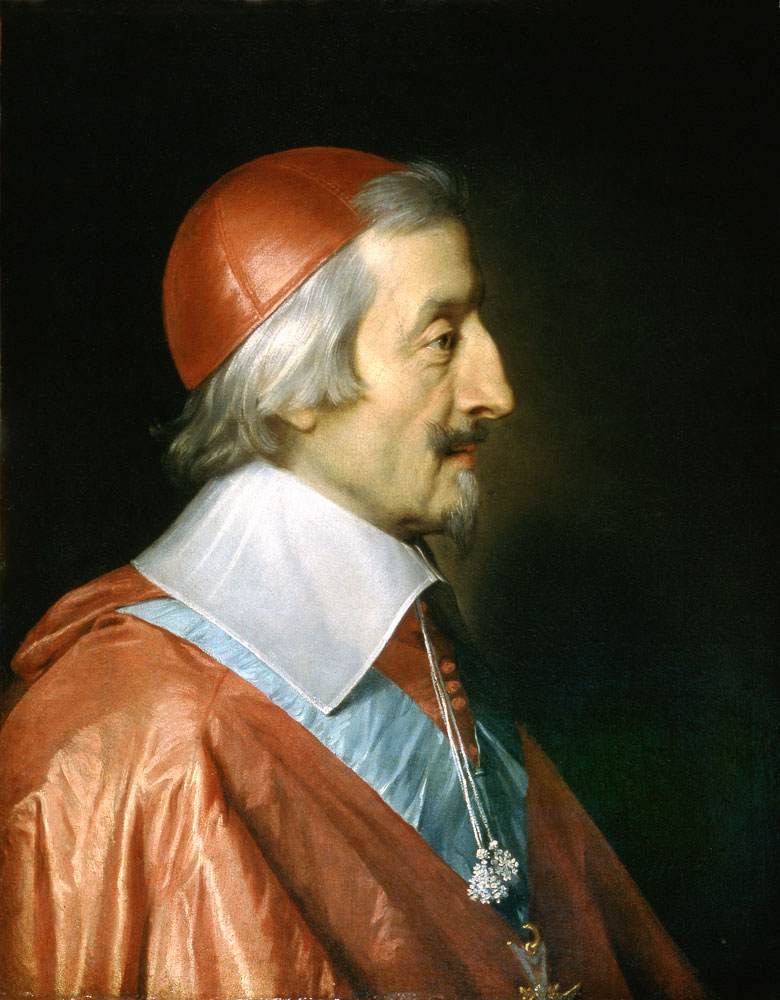
الكاردينال دي ريشيليو

تمتلك نافال جروب إرثاً تاريخياً يبلغ 400 عامًا. فقد بنيت أحواض بناء السفن الرئيسية في فرنسا في بريست Brest عام 1631، ونانت - إندرت عام 1771، ولوريان عام 1778، وفي وقت لاحق في شيربورج عام 1813، وتبعهم آخرون، حتى تشكل فيما بعد -أوائل عام 1926- ما نعرفه اليوم باسم نافال جروب Naval Group بكل ماتملكه من منشئات في فرنسا.

### ميلاد ترسانات بناء السفن البحرية
في عام 1624، ابتكر الكاردينال ريشيليو، الذي كان لويس الثالث عشر رئيس وزراء فرنسا في ذلك الوقت، سياسة بحرية نصت على تطوير ترسانات بناء السفن من أجل منح فرنسا قوة بحرية كافية لمنافسة إنجلترا. تم تنفيذ هذه السياسة من عام 1631، مع إنشاء أسطول بونانت في المحيط الأطلسي وأسطول المشرق في البحر الأبيض المتوسط، وترصيف مرفأ بريست، وتمديد ترسانات تولون، التي تم إنشاؤها في فترة حكم هنري الرابع.
واستمر بوليبرت -وزير بحرية لويس الرابع عشر- في سياستة، حيث تم تطوير العديد من أحواض بناء السفن الرئيسية. وتوسع في ترسانات بناء السفن في طولون، وأمر بحفر أرصفة السفن في بريست وأسس أحواض روشفور. وتبعه في هذا النشاط ابنه سيجنالي الذي خلفه في عام 1683 ومشي على خطى أبيه.
تم تعزيز شبكة أحواض سفن البحرية الملكية الفرنسية في القرن الثامن عشر. وفي عام 1750 قام ماركيز دي مونتاليمبيرت بتحويل مصنع ورق سابق إلى مصنع لإنتاج مدافع في Ruelle-sur-Touvre . وكذلك في 1777، افتتح أنطوان دي سارتين، وزير بحرية لويس السادس عشر، مسبك مدفع بالقرب من أحواض بناء السفن البحرية في إندرت. وفي العام نفسه، بدأ العمل في تطوير الميناء في شيربورج، الذي اكتمل في عام 1813. وفي 1778، حلت ترسانات Lorient البحرية محل La Compagnie des Indes du port de L'Orient .
تم إغلاق ترسانات بناء السفن البحرية في روشفورت في عام 1926. وفي عام 1937، تم افتتاح المنشأة في سان تروبيه بالموقع السابق لشركة شنايدر Schneider، المتخصصة في الطوربيدات.
و في هذا الوقت، كانت معظم المواقع الفرنسية التابعة لنافال جروب موجودة بالفعل، ولم تتغير منذ ذلك الوقت.

### التصنيع والابتكارات التقنية
خلال القرن التاسع عشر، خضعت أرصفة بناء سفن البحرية لعملية تحول حيث تم استبدال أسطول السفن الشراعية بالسفن آلية الدفع. وتحولت المواقع الصناعية تدريجياً لمواقع متخصصة. وفي عام 1865، أصبحت ترسانات بناء السفن البحرية في بريست عسكرية بشكل حصري، ومع إغلاق ميناء بينفيلد إلى السفن التجارية.
في عام 1898 -بعد التخصص في بناء السفن مع الرفاصات (الدواسر) بدلا من الأشرعة- تم تكليف أحواض بناء السفن في شيربورج على وجه الحصر بتشييد الغواصات. وأخيرًا -وفي عام 1927- وضع مرسوم -وبصورة نهائية- مهام مختلف أحواض بناء السفن البحرية: فقد كلف بريست ولوريان ببناء سفن كبيرة، وشيربورج ببناء الغواصات، بينما تولون وبنزرت وسايجون مسئولية صيانة الأسطول.

وقد ترافق هذا الترشيد لأدوار ترسانات بناء السفن البحرية مع ابتكارات تقنية وعسكرية وإنتاج السفن بوتيرة أعلى، على خلفية سباق التسلح والاستعمار. وفي عام 1858، أبحرت «جلير Gloire»، أول بارجة Battleship عابرة للمحيطات في العالم خارج ترسانات بناء السفن في طولون.وشهدت ستينيات القرن التاسع عشر وصول أول غواصات طوربي عسكرية، وذلك مع إطلاق Plongeur في عام 1863. وكانت المشاكل الفنية التي واجهتها هذه الغواصة الآلية الأولى على الإطلاق تعني أنها لا تزال نموذجًا أوليًا وليس قطعة حربية عاملة. ولكنها فتحت الطريق لبناء Gymnote في عام 1886 و Le Narval في عام 1899، والتي كانت أول غواصات طوربيد عاملة في التاريخ. كما تم تعزيز إنتاج السفن السطحية الثقيلة في العقد الأول من القرن العشرين (1910)، وتم بناء العديد من السفن الحربية قبل بداية الحرب العالمية الأولى، وتعزيز الأسطول بانضمام ريشيليو 35000 طن في عام 1939.

### إعادة تنظيم الأنشطة
في عام 1946، أستكملت عمليات مراحعة أحواض بناء السفن البحرية الفرنسية وتم تحديد صلاحيات المواقع المختلفة التي أعلن عنها في مرسوم 1927. فتم تكليف بريست Brest بإنتاج وإصلاح السفن الكبيرة، ولوريان Lorient بتشييد السفن متوسطة الحجم، وشيربورج Cherbourg ببناء الغواصات وتولون Toulon بإصلاح وصيانة الأسطول. ومن بين المواقع المحلية، فقد تولت اندرت أنشطة دفع السفن، ورولى Ruelle بناء المدافع وقطع غيار كبيرة والالكترونيات، وسانت تروبيز إنتاج الطوربيدات و Guérigny بناء سلاسل البحرية والمراسي. وأتى ذلك بالإضافة إلى خمسة مواقع في الخارج، وهي: ميرسبيير وبنزرت وداكار ودييجو سواريز وبابيتي.

وقد حافظت البحرية الفرنسية على أسطولها وأصلحته -حتى عام 1961- من خلال شركة ديستريكت دي كونستراكشن إيه آرميس نافاليس (DCAN) في أرصفة السفن البحرية. وكان المهندسون العاملون في DCAN ضباطًا في القسم الهندسي بالبحرية الفرنسية. وفي هذا الوقت انفصلت ترسانات بناء السفن عن البحرية، مما خلق فرصة لتنويع أنشطتها في السبعينات.

وقد غطت DCAN ترسانات بناء السفن البحرية في كل من البر الرئيسي وماوراء البحار، وكانت تتبع Direction Technique des Constructions Navales DTCN. وفي المقابل كانت DTCN مسؤولة أمام Délégation Ministérielle pour l’Armement DMA التي أنشأها ميشيل ديبري Michel Debré.

وفي عام 1977 تحولت DMA إلى Délégation Générale de l’Armement DGA. وكان الغرض من هذا الإصلاح هو تركيز جميع قدرات التصميم والبناء في وفد واحد من القوات المسلحة المشتركة يعمل تحت سلطة الحكومة.

في عام 1958، أدى اطلاق الجنرال ديجول للبرنامج النووي العسكري الفرنسي وسياسة الردع إلى إعادة هيكلة صناعة الدفاع والتكنولوجيا الدفاعية.

وفي عام 1971، دخلت الغواصة Redoutable في الخدمة كأول غواصة صواريخ فرنسية ذات دفع نووي.

### التحول إلى شركة
تسبب إنهاء الاستعمار في السبعينات، ومناخ الاقتصاد الدولي إلى قيادة DCAN للمغامرة في أسواق جديدة، كما تضاعف فقدان أرصفة بناء السفن البحرية في الخارج من جراء انخفاض احتياجات البحرية الفرنسية للسفن وزيادة صعوبة الحصول على التمويل. وقد ازداد هذا الاتجاه بوتيرة أكثر بعد انتهاء الحرب الباردة. وتنوعت أنشطة DCAN التي تضمنت صيانة شبكات الطاقة الكهربائية وإزالة الألغام من السواحل. كما تخصصت بعض مواقعها أيضًا في المشاريع المدنية: كالشاحنات في بريست، وشركات صنع الآلات الزراعية في Guérigny، وسفن الاستخدام المدني (كاليخوت) في تولون.

كانت DCAN تواجه عقبات إدارية أمام تطوير إمكانات بناء السفن البحرية الفرنسية، وذك بسبب كونها إدارة عمومية. كما شكلت هذه الحالة عائقاً إدارياً أمام تطوير إمكانيات أرصفة بناء السفن البحرية الفرنسية.

وحدث التحول المطلوب على عدة مراحل، ففي عام 1991 تم إعادة تسمية DCAN إلى Direction des Construction Navales DCN. وفي نفس العام، تم إنشاء DCN الدولية (DCN International). وكانت المهمة المرجوة هي تعزيز أنشطة DCN على نطاق دولي وتسهيل تصدير منتجاتها.

وكذلك في عام 1992، تم إلحاق أنشطة DCN الخاصة بالدولة بإدارة البرامج البحرية (SPN)، التي كانت الهيئة «السلطة» المتعاقدة لسفن البحرية الفرنسية.

ومنذ ذلك الحين، تولت DCN مسؤولية الأنشطة الصناعية فقط، بينما بقيت كجزء من DGA. وقد سمح هذا التغيير في الوضع إلى DCN International بتزويد DCN بالدعم التجاري والقانوني في تطوير تجارتها الدولية منذ نهاية التسعينات.

وقد أسفرت إستراتيجية التطوير التي اتبعتها DCN International عن توقيع العديد من العقود الرئيسية. فقامت في عام 1994 بتسليم ثلاث غواصات من طراز Agosta إلى باكستان، وفي عام 1997 تم بناء غواصتين من طراز سكوربين Scorpène-class submarines في تشيلي. كما تم الفوز بعقد لتزويد ست فرقاطات من طراز الدرجة الهائلة إلى سنغافورة في عام 2000. وفي عام 2007 تم توقيع عقد مع ماليزيا لغواصتين من سكوربين، من خلال شركة أرماريس الفرعية.

كما فازت DCN بعقود في مجال الحفر البحري للنفط. وفي عام 1997 قام موقع بريست بتحديث منصة Sedco 707 ويقوم الآن ببناء حفارات النفط من نوع SFX.

و في عام 1999، أصبحت DCN وكالة مع السلطة الوطنية (SCN)، مسؤولة مباشرة أمام وزارة الدفاع.

وأخيراً، وفي عام 2001 قررت الحكومة الفرنسية تحويل DCN إلى شركة خاصة محدودة مملوكة بالكامل للدولة. وأصبح هذا التغيير في الوضع ساري المفعول في عام 2003. وأصبحت DCN تعني حرفياً DCN أي لم تعد تسميةً مختصرةً للهيئة Direction des Constructions Navales.

## تطوير واستمرارية دي سي إن إس جروب

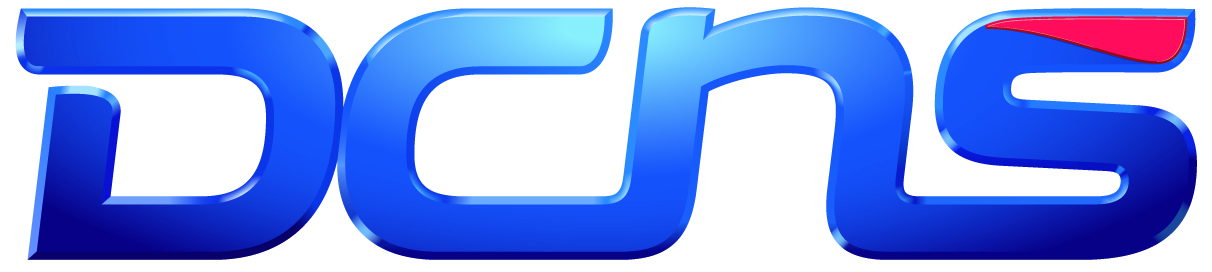
علامة الشركة "دي سي إن إس" من 2007 إلى 2017

في عام 2007 استحوذت DCN على أنشطة فرع البحرية الفرنسية Thales Armaris، وهي شركة تابعة كانت مشتركة بين DCN وتاليس، و MOPA2 وهي الشركة المسؤولة عن مشروع بناء حاملة طائرات ثانية. وللتأكيد على هويتها الجديدة، تم تسمية المجموعة الناتجة DCNS. استحوذت تاليس على 25٪ من رأس مال المجموعة. وفي عام 2011 زادت تاليس حصتها من رأس مال DCNS إلى 35 ٪.

بدأ بناء الفرقاطات الشبحية متعددة المهام (فريم FREMM) في عام 2007. وفي عام 2008، هبطت طائرة بدون طيار (درون) على سطح فرقاطة في البحر لأول مرة في التاريخ. وفي عام 2013، أنشأت المجموعة «DCNS للبحوث» لتعزيز أنشطتها البحثية. تأسست DCNS الهند في عام 2008، وذلك بفضل عقدين تم توقيعهما في عامي 2005 و 2008 لتوريد ست غواصات تقليدية من فئة سكوربين Scorpène. وبالمثل، تم افتتاح موقع لبناء الغواصات في البرازيل عام 2013. كما أنشأت المجموعة «جامعة DCNS» في عام 2013 لتقديم التدريب الداخلي والخارجي.
في 28 يونيو 2017، قامت دي سي إن إس DCNS بتغيير اسمها إلى نافال جروب Naval Group. هذه الهوية الجديدة هي خطوة طبيعية في تاريخ المجموعة، وتهدف إلى دعم طموحات المجموعة لضمان السمعة والمصداقية في الأسواق الدولية. كما يحمل الاسم الجديد تكريمًا لتراث المجموعة: 400 عام من الابتكار البحري.